# Keenesburg
Keenesburg est une ville américaine située dans le comté de Weld dans le Colorado.
D'abord appelée Keene, en l'honneur du propriétaire d'un ranch, la ville adopte son nom actuel pour se différencier de Keene (en) dans le Nebraska.

## Démographie
Selon le recensement de 2010, Keenesburg compte 1 127 habitants. La municipalité s'étend sur 2,27 milles carrés (5,88 km2).
| 1920 | 1930 | 1940 | 1950 | 1960 | 1970 |
| ---- | ---- | ---- | ---- | ---- | ---- |
| 164  | 297  | 284  | 432  | 409  | 427  |

| 1980 | 1990 | 2000 | 2010  | - | - |
| ---- | ---- | ---- | ----- | - | - |
| 541  | 570  | 855  | 1 127 | - | - |